# Historia de las islas Georgias del Sur y Sandwich del Sur

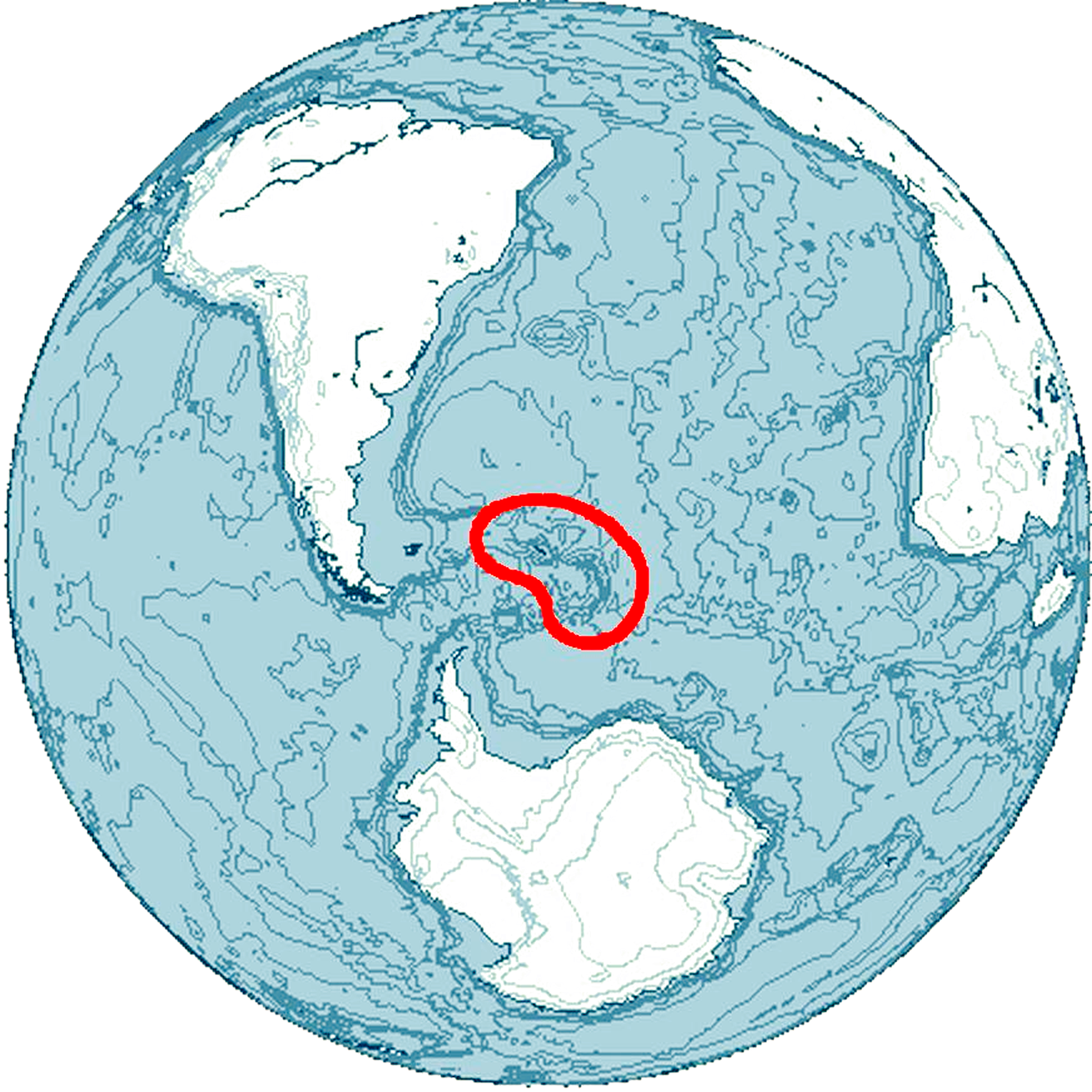
Posición de las islas Georgias del Sur y Sandwich del Sur.

Las islas Georgias del Sur, junto con las Sandwich del Sur, las islas Aurora y las rocas Clerke se encuentran en el Océano Atlántico sudoccidental, al oriente de Tierra del Fuego.
No tienen población indígena, y actualmente se encuentran deshabitadas. Administrativamente, el Reino Unido las incluye en territorio británico de ultramar de las Islas Georgias del Sur y Sandwich del Sur, establecido en 1985 cuando dejaron de ser las Dependencias de las islas Malvinas. 
Estos archipiélagos, y sus aguas circundantes, son activamente reclamados por la República Argentina como parte de su territorio, dentro del Departamento Islas del Atlántico Sur de la Provincia de Tierra del Fuego, Antártida e Islas del Atlántico Sur. En 1993, en la jurisdicción marítima del territorio fue declarada por el Reino Unido una Zona Económica Exclusiva de 200 millas marinas, comprendiendo un total de 1,4 millones de km² de una de las aguas más ricas del océano en términos de biodiversidad. Asimismo, ambos archipiélagos son reivindicados por la República Argentina, incluyéndolos en el departamento Islas del Atlántico Sur de la provincia de Tierra del Fuego, Antártida e Islas del Atlántico Sur.
El paisaje de ambos archipiélagos ha sido descrito por exploradores y aventureros como "el Himalaya del océano Antártico", o "la Antártida en pocas palabras", por ser una combinación de montañas rocosas, volcanes, hielo, pingüinos, varios géneros de focas y hasta renos, que se encuentran solamente en la isla San Pedro (Georgia del Sur).

## Siglos XVII a XIX

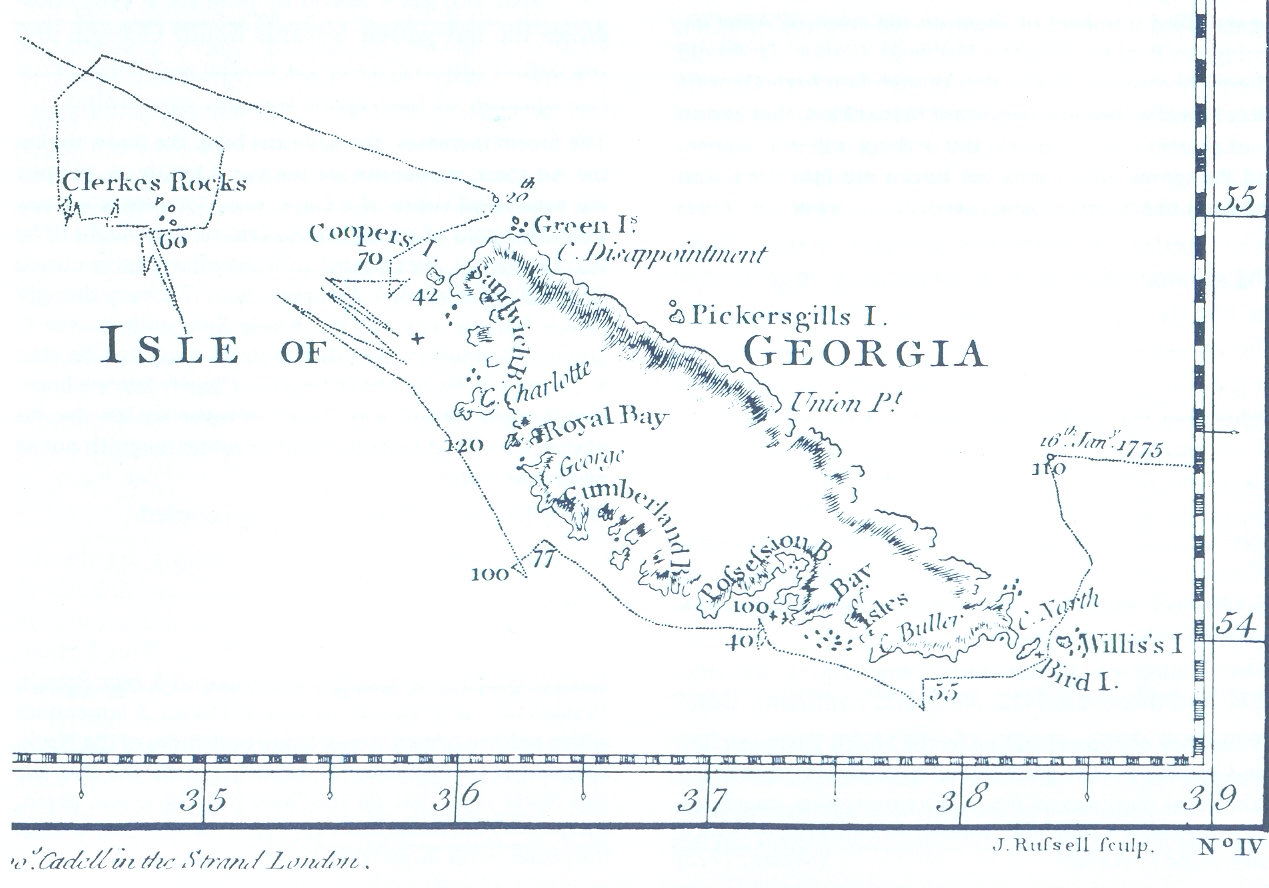
Mapa de Georgia del Sur (Cpt. James Cook, 1777).

Históricamente, las islas de Georgias del Sur, fueron el primer territorio descubierto al sur de la Convergencia antártica en el Atlántico Sur. 
Según la bula papal Inter Caetera, la línea divisoria entre las coronas de España y de Portugal se hubiera hallado en la longitud 36°8′ O, cortando las Georgias del Sur (según otras fuentes en la longitud 35° O). Pero con la entrada en vigor del Tratado de Tordesillas en 1494, la isla quedó dentro del hemisferio portugués. Con relación a las islas Sandwich del Sur, tanto la bula como el Tratado la situaban dentro del hemisferio portugués. 
Américo Vespucio, natural de Florencia, podría haber avistado la isla San Pedro (Georgias del Sur) en abril de 1502, durante uno de sus muchos viajes, ampliamente divulgados en la época, sin embargo, el avistamiento podría también corresponder a las islas Malvinas o a la costa patagónica. Otros sustentan que esta es la mítica isla Pepys, que se supone que descubrió el corsario inglés William Ambrose Cowley en diciembre de 1683. No obstante, los archivos históricos refutan esa opinión.
Según la postura británica, el descubrimiento se habría producido debido a la pérdida de un navío, dadas las difíciles condiciones de navegación en la zona. Durante el recorrido de su ruta entre la isla de Chiloé (Chile) y Salvador (Brasil), el navío del comerciante Anthony de la Roché fue arrastrado por una gran tempestad impidiéndole así seguir hasta el estrecho de Le Maire (Argentina), teniendo que vagar a la deriva en dirección este, hasta conseguir refugio en una de las bahías de la isla San Pedro, permaneciendo anclado en la zona durante 14 días en el mes de abril de 1675. 
Sin embargo, ni las características de las costas y estrechos que aporta el relato, ni las latitudes señaladas, concuerdan con las de la isla San Pedro y podrían corresponder en cambio a la isla Beauchene.

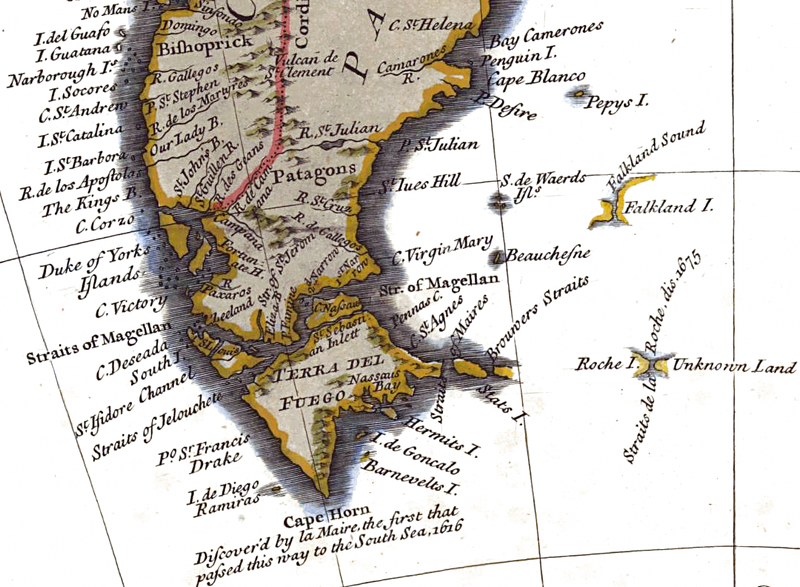
Fragmento del mapa de Seale (ca. 1745) mostrando ‘Roche Island’ (La Isla de los Estados está a unos 390 km de Isla Beauchene y a 1750 km de la Isla San Pedro)

Algunos cartógrafos de la época comenzaron a describir a la isla como isla Roché, en honor a su presunto descubridor.
En 1700, Sir Edmond Halley, conocido matemático y astrónomo británico, realizó una importante visita a la zona, durante la cual estudió las declinaciones magnéticas en el Atlántico Sur. 

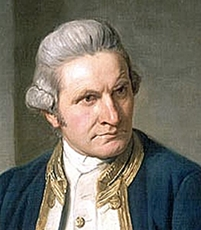
James Cook.

Según la postura argentina, la isla San Pedro, y sus adyacentes, fueron descubiertas por los tripulantes del navío español León entre el 28 y el 29 de junio de 1756, quienes las ubicaron perfectamente en latitud y longitud.
La isla principal fue bautizada y registrada cartográficamente con ese nombre, porque el día 29 de junio en que fue explorada, correspondía a la festividad religiosa de San Pedro.
Durante esas visitas no se produjo la reivindicación para ningún país.
El capitán inglés James Cook a bordo de su navío HMS Resolution, y acompañado por el navío HMS Adventure, fue el primero en pisar indudablemente, explorar y cartografiar las Georgias del Sur. Al mando de oficiales de la marina británica, Cook tomó posesión de las islas el 17 de enero de 1775, reconociendo que era la descubierta por el navío "León", y pasando a nombrar a la isla mayor como isla Georgia, en homenaje al rey inglés de la época Jorge III.
Partiendo de la isla San Pedro, en dirección sudeste, Cook descubrió las rocas Clerke, y las islas más australes de las Sandwich del Sur (en homenaje al 4.º Conde de Sandwich), aunque las creyó penínsulas del continente antártico. Las islas más septentrionales de este último grupo fueron descubiertas por la expedición imperial rusa de Bellingshausen y Lázarev, a bordo de los navíos Vostok y Mirni, en 1819.
Por otro lado, las islas Aurora fueron descubiertas por el navío español Aurora, en 1762.

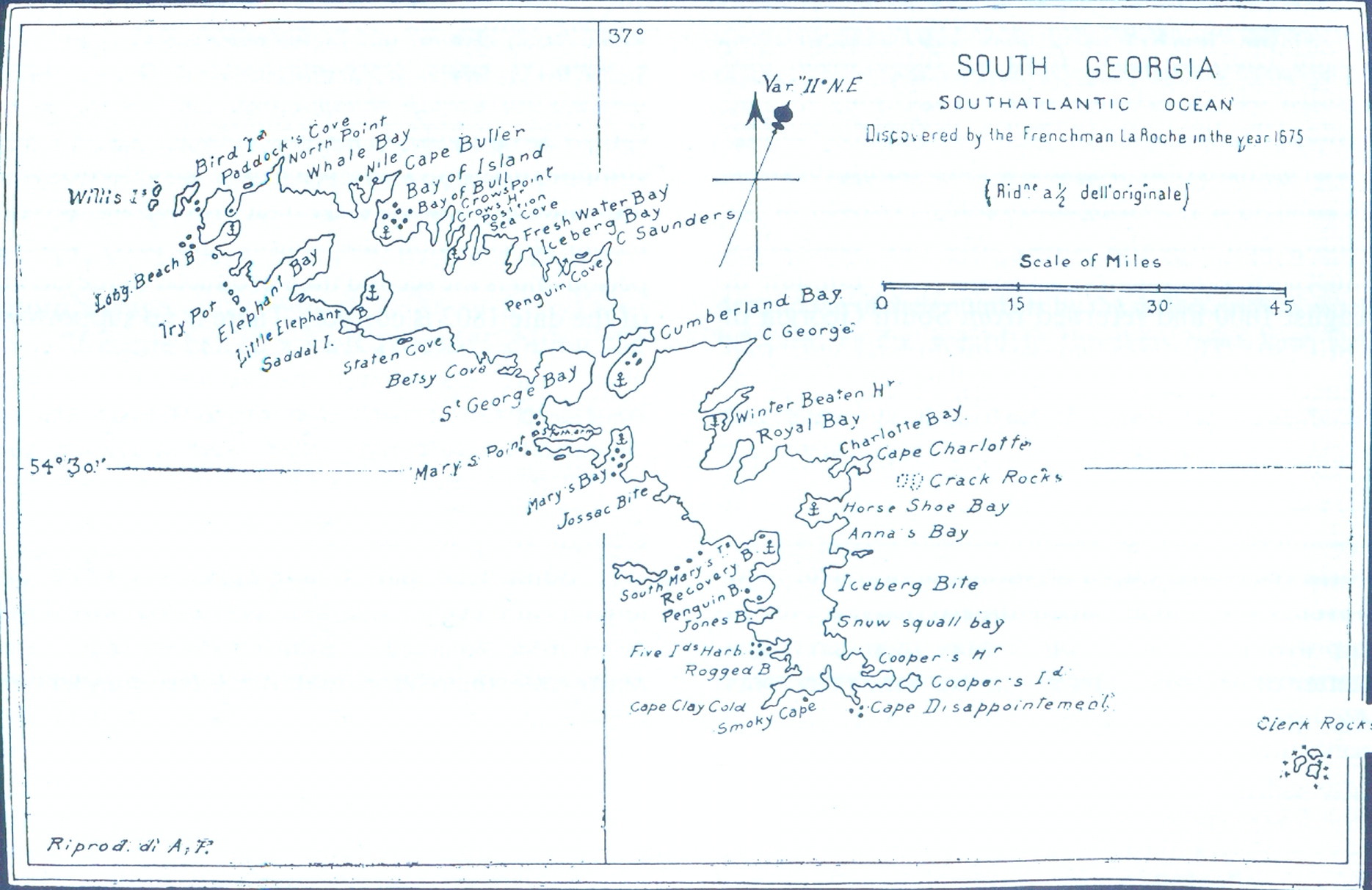
Mapa de Georgia del Sur (Cpt. Isaac Pendleton, 1802)

Durante el periodo que va del siglo XVIII hasta el siglo XIX, las Georgias del Sur fueron habitadas por ingleses y estadounidenses, cazadores de focas que permanecían en las islas durante periodos considerables que incluían inviernos enteros. 
El reclamo británico de la posesión eficaz y duradera de las Georgias del Sur fue institucionalizado por su Patente Real de 1843. A partir de este instrumento unilateral, los británicos crearon las Dependencias de las islas Malvinas, posteriormente actualizada en 1876, 1892 y 1908. La pesca de focas, así como su preservación fue regulada por los actos administrativos británicos de 1881 y 1899. La isla es citada en el Anuario del Ministerio de las Colonias a partir de 1887. Las Georgias del Sur fueron administradas por el gobierno británico de las islas Malvinas.

## SigloXX

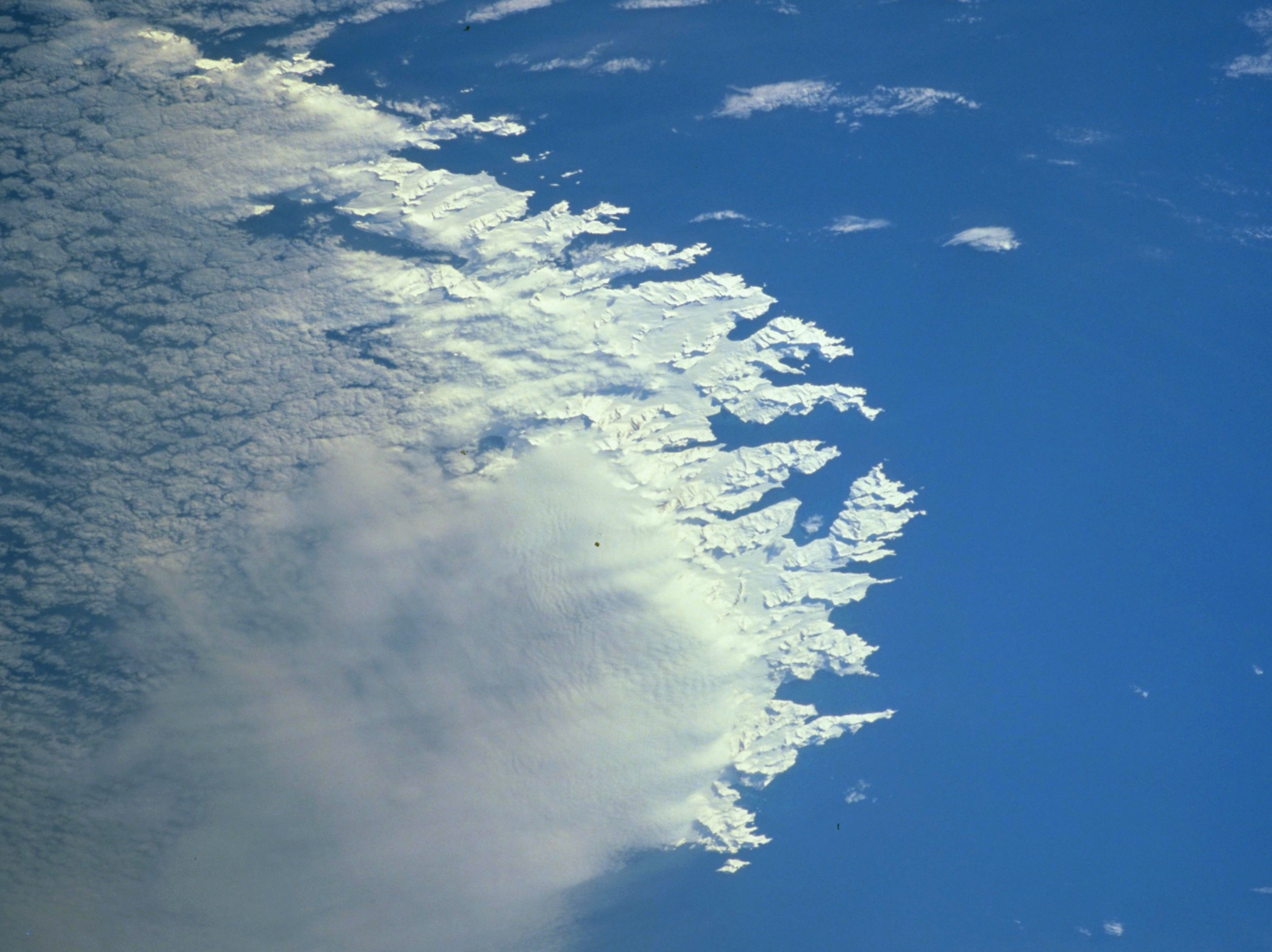
Isla San Pedro (imagen de la NASA)

Los británicos anexionaron las islas Sandwich del Sur a este territorio por su Patente Real de 1908. Ese cambio en la configuración de los territorios se mantuvo en vigor desde la segunda mitad del siglo XIX hasta casi todo el siglo XX, cuando las Georgias del Sur y Sandwich del Sur fueron transformadas en un Territorio Británico Ultramarino en 1985.
A partir de 1904, con el establecimiento de la estación de Grytviken de la Compañía Argentina de Pesca, la isla San Pedro se convirtió en el mayor centro de balleneros del mundo 
Las principales bases fueron la citada Grytviken (1904-64), Puerto Leith (1909-65), Puerto Nueva Fortuna (1909-20), Husvik (1910-60), Stromness (1912-61) y Puerto del Príncipe Olav (1917-34). Las compañías balleneras en la isla eran de varias nacionalidades (noruegas, británicas, sudafricanas, argentinas y japonesas), y todas trabajaban pagando cánones y a través de licencias concedidas por el gobernador de las Islas Malvinas y Territorios. 

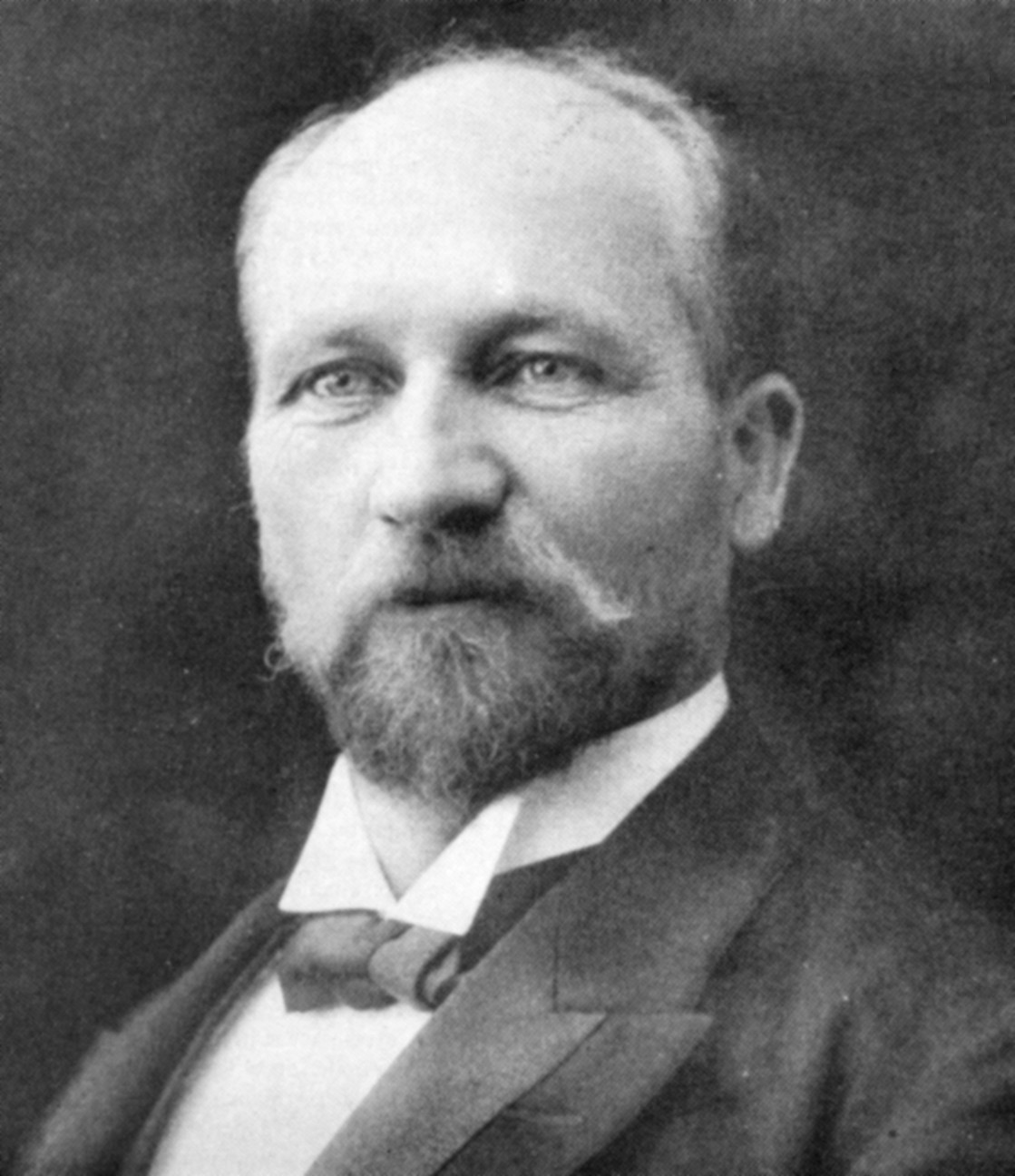
Carl A. Larsen.

Carl Anton Larsen, fundador de Grytviken, era director de la Compañía Argentina de Pesca. Larsen era noruego y organizó la construcción de Grytviken — un trabajo notable hecho por 60 hombres que comenzó con su llegada el 16 de noviembre hasta la finalización de las obras de la fábrica de aceite de ballena, que comenzó su producción el 24 de diciembre de 1904. 
Larsen escogió el lugar para montar la estación de balleneros durante su visita a la isla en 1902, a bordo del navío Antarctic, cuando comandó la expedición antártica sueca. En la ocasión, explorando una de las bahías, le atribuyó el nombre de ‘Grytviken’ (‘Bahía de los Botes’ en sueco), debido a los muchos artefactos encontrados ahí que incluían diversos botes ingleses usados para hervir el aceite de las focas. Uno de esos botes, marcado con la leyenda Johnson and Sons, Wapping Dock London, se encuentra preservado en el Museo de Georgia del Sur en Grytviken.
Posteriormente, Larsen solicitó la ciudadanía británica al magistrado británico de Georgia del Sur en Grytviken, y aprobada en 1910.

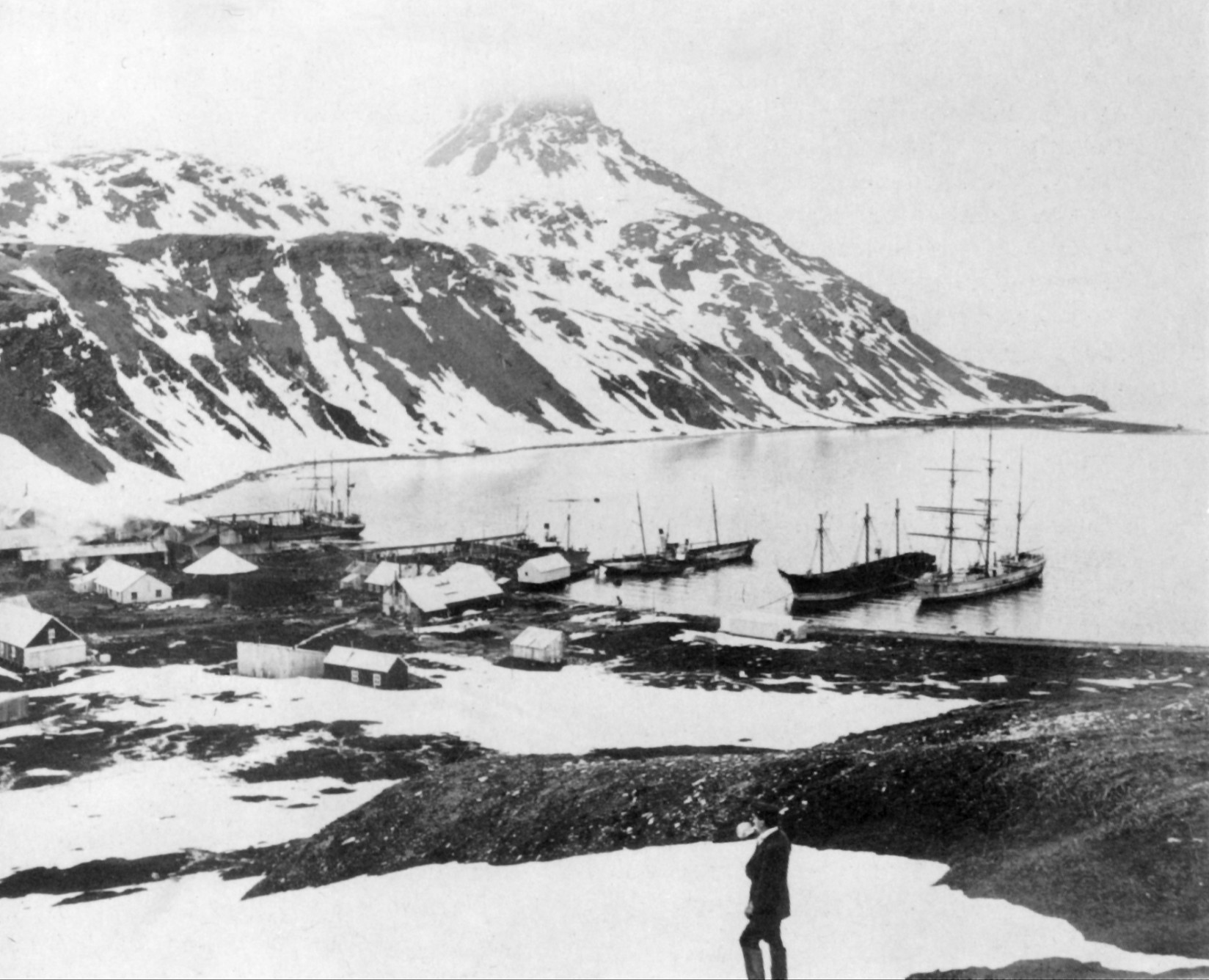
Grytviken, 1914

La gran mayoría de los balleneros eran noruegos. Durante el periodo de la caza de ballenas, que duró hasta 1965, la población varió constantemente. De cerca de 1 000 habitantes durante el verano (llegando a 2 000 en ciertos años) a aproximadamente 200 en invierno. El primer censo fue hecho por el magistrado británico James Wilson, el 31 de diciembre de 1909, cuando se registró una población total de 720 personas, incluyendo a 3 mujeres y un niño. De ellos, 579 eran noruegos, 58 suecos, 32 británicos, 16 daneses, 15 finlandeses, 9 alemanes, 7 rusos, 2 holandeses, 1 francés y un austriaco. 

Villas históricas y modernas en Georgia del Sur.

Los administradores y otros empleados de las estaciones de balleneros generalmente vivían con sus familias. Entre estos se encontraba Fridthjof Jacobsen y su esposa Klara Olette Jacobsen, que dio a luz a dos niños. Solveig Gunbjörg Jacobsen, una de sus hijas, fue el primer niño en nacer en toda la región subantártica, el 8 de octubre de 1913, en la localidad de Grytviken.
Existen cerca de doscientas tumbas en la isla, fechados de 1820 en adelante. Entre ellas destaca la tumba de 1922 del famoso explorador antártico Ernest Shackleton, que estableció la ruta hasta el Polo Sur. En 1916 Shackleton cruzó el Mar de Scotia, en una de las más extraordinarias jornadas a bordo de un pequeño barco de la historia marítima, y alcanzó la isla de Georgia del Sur, donde organizó el rescate de su equipo de expedición, encallado en las islas Shetland del Sur.

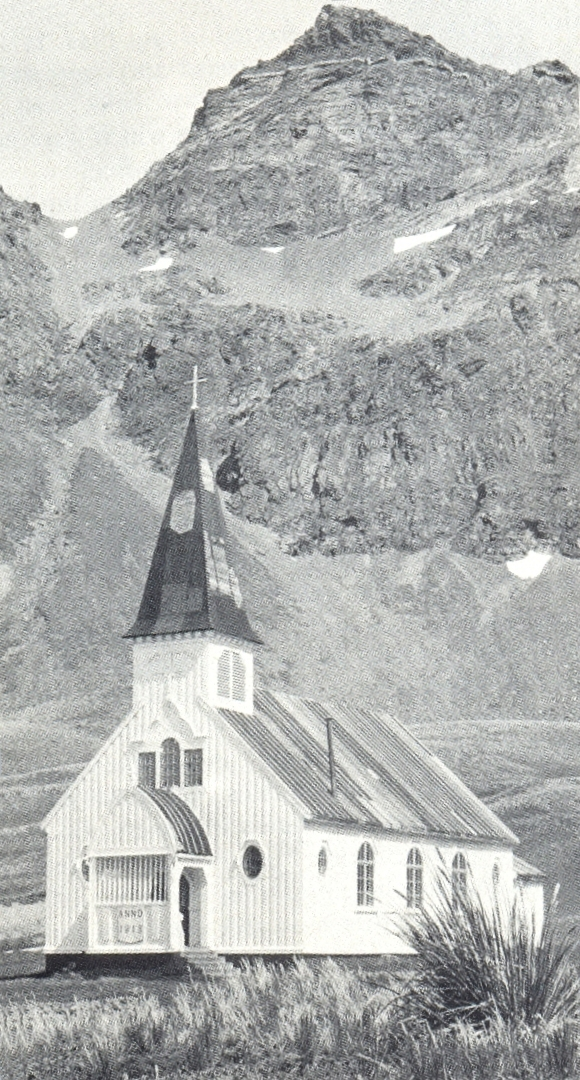
Iglesia noruega en Grytviken
(construida en 1913)

Las observaciones meteorológicas en Grytviken fueron iniciadas el 1 de enero de 1905 por la Estación meteorológica de Grytviken, bajo bandera argentina. Fue solicitada y construida por la Compañía Argentina de Pesca, que prometió que su sostenimiento estaría a cargo de ella y funcionó ininterrumpidamente hasta el 1 de enero de 1950, día en que los británicos desalojaron por la fuerza a los civiles argentinos que trabajaban allí y destruyeron la edificación, entregando los instrumentos incautados en Montevideo.
La administración local británica de la isla San Pedro fue conducida a través de un magistrado, y oficializada por la Carta Patente británica de 1908. 
Sin embargo, el ministro de Relaciones Exteriores argentino, al ocuparse del valor legal de esa Carta patente, esgrimida con monótona insistencia por Gran Bretaña, juzgándolas a título de instrumento probatorio de soberanía, como:

(...) actos o medidas totalmente ineficaces, dado su carácter de documento unilateral inofensivo, huérfano hasta de un repudio por parte del Ejecutivo Argentino.

Las islas Malvinas, así como las tierras que se encuentran en nuestro sector antártico son argentinas, al igual que las Georgias del Sur y las Sandwich del Sur.

Durante la Segunda Guerra Mundial, las estaciones balleneras fueron cerradas, con la excepción de las de Grytviken y Leith Harbour. La mayoría de las fábricas flotantes de aceite de ballena noruegas y británicas — grandes navíos que operaban en alta mar y procesaban las ballenas cazadas por barcos balleneros — fueron destruidas por la marina alemana, mientras que el resto de los navíos fueron obligados a servir del lado de los aliados. La Marina Real Británica armó el navío mercante Queen of Bermuda para patrullar las aguas de las Georgias del Sur y la Antártida. La tripulación estaba compuesta por voluntarios noruegos, entrenados específicamente para ese propósito. 
El primer pronunciamiento oficial de reivindicación de las Georgias del Sur por la Argentina fue hecho mediante una comunicación a la Unión Postal Universal el 15 de diciembre de 1927, expresando que la jurisdicción argentina se extiende a las islas Georgias del Sur, Orcadas del Sur y tierras polares no delimitadas. La primera reivindicación argentina de las islas Sandwich del Sur fue en 1948. 

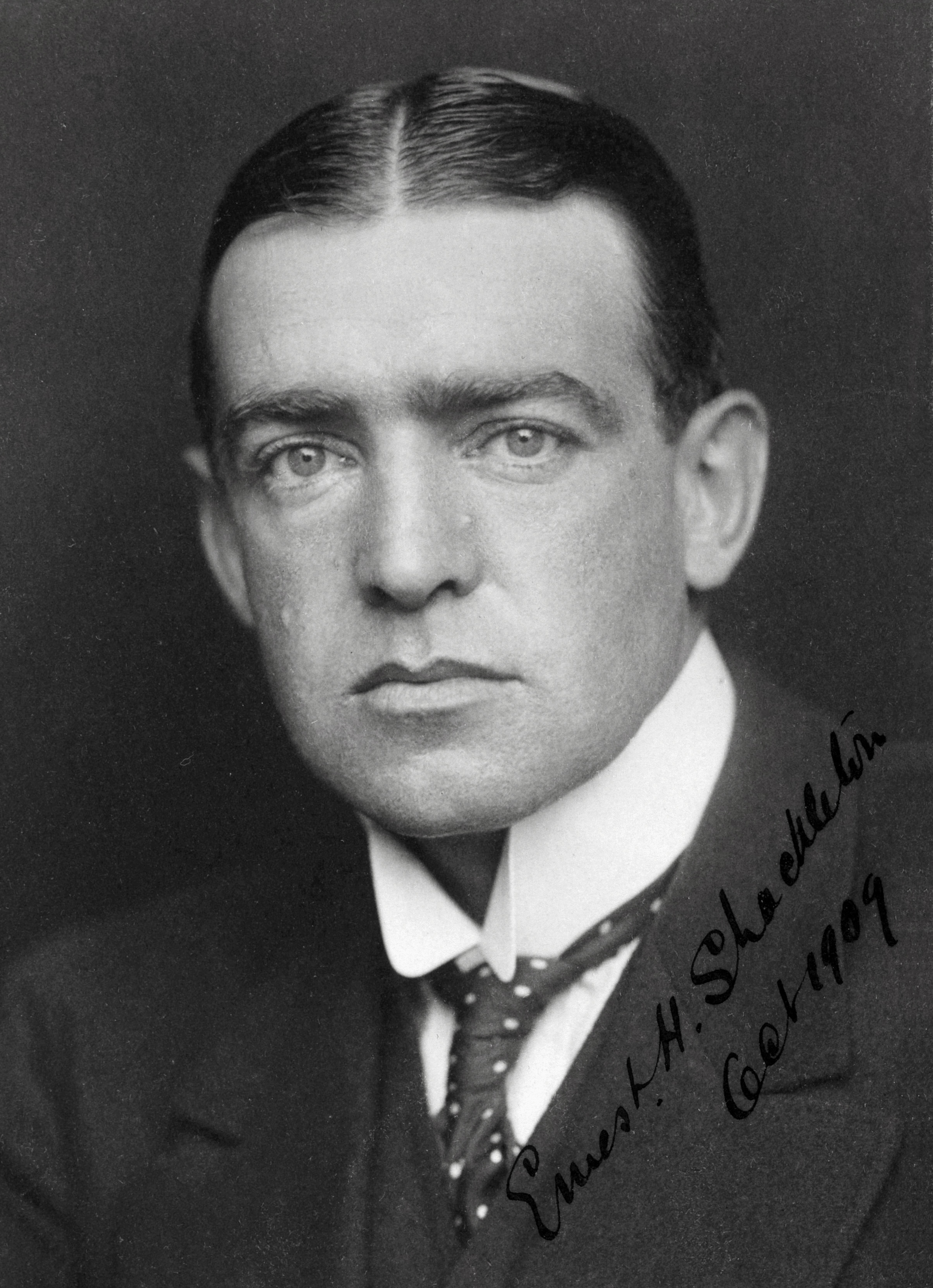
Sir Ernest Shackleton

La primera ocupación de las Islas Sandwich del Sur ocurrió el 25 de enero de 1955, cuando la Argentina erigió el Refugio Teniente Esquivel, en la Bahía Ferguson en la costa sudeste de la isla Thule que debió ser abruptamente abandonado en el verano de 1956. Posteriormente, el 7 de noviembre de 1976, Argentina ocupó nuevamente el archipiélago con la construcción de la base de investigación Base Corbeta Uruguay que funcionó pacíficamente hasta la invasión británica de las Islas Sandwich del Sur.
La construcción de la base Corbeta Uruguay fue objeto de diversas protestas del Reino Unido, la primera de ellas en enero de 1977. 
Durante la guerra del Atlántico Sur, las fuerzas argentinas ocuparon los puertos de Grytviken y de Leith, el 3 de abril de 1982, después de una batalla que duró cerca de dos horas, en la que la fragata argentina ARA Guerrico resultó seriamente dañada y un helicóptero argentino fue derribado. El 25 de abril de 1982 la marina británica capturó el submarino argentino ARA Santa Fe en Georgia del Sur, obligando a los argentinos a rendirse. 

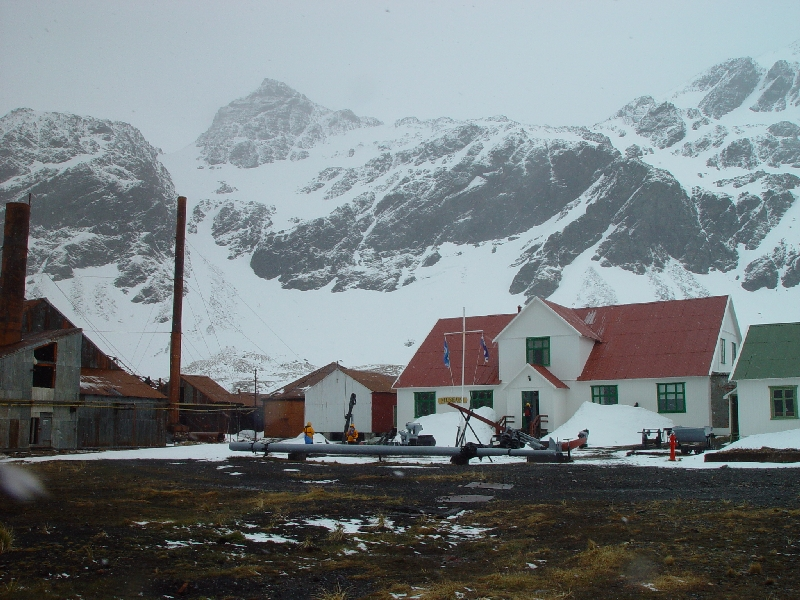
Museo de Georgia del Sur, Grytviken

Tras la guerra, el Reino Unido mantuvo una pequeña guarnición de ingenieros militares en Grytviken hasta marzo de 2001, cuando la isla retornó al gobierno civil. 
Debido a su remota localización en el océano y al clima severo, Georgia del Sur estaba deshabitada cuando fue descubierta, y las familias que ahí se asentaron no duraron más que una generación. Los actuales centros poblacionales incluyen Grytviken, la Base King Edward Point en punta Coronel Zelaya, la base en la isla Pájaro/Bird y Husvik. En la punta Coronel Zelaya se encuentra la residencia del magistrado británico y de las autoridades portuarias, así como la aduana, el servicio de inmigración, la industria pesquera y el servicio postal. 
Desde 1995 el Departamento Meteorológico Sudafricano, con permiso británico, mantiene dos estaciones meteorológicas automáticas en las islas Zavodovski y Tule, localizadas en el archipiélago volcánico deshabitado de las Sandwich del Sur.

## Mapas antiguos
- Mapa del siglo XVII que muestra la isla Roché (Georgia del Sur).
- Mapa del siglo XVIII que muestra la isla Roché (Georgia del Sur).
- James Cook, Chart of the Discoveries made in the South Atlantic Ocean, in His Majestys Ship Resolution, under the Command of Captain Cook, in January 1775, W. Strahan and T. Cadel, London, 1777.